# Bahnstrecke Bad Münder–Bad Nenndorf
| Streckennummer: | 1762                    |                                                  |                                                  |
| Kursbuchstrecke (DB): | ex 212d                 |                                                  |                                                  |
| Kursbuchstrecke: | 192b (1934) 212a (1946) |                                                  |                                                  |
| Streckenlänge: | 22,4 km                 |                                                  |                                                  |
| Spurweite: | 1435 mm (Normalspur)    |                                                  |                                                  |
| |                         |                                                  |                                                  |
| \| \| \| von Altenbeken \| \| \| \| 0,0 \| Bad Münder (Deister) \| Bad Münder (Deister) \| \| \| \| nach Hannover Hbf \| \| \| \| 2,3 \| Bad Münder Stadt \| Bad Münder Stadt \| \| \| 4,4 \| Hamelspringe \| Hamelspringe \| \| \| 6,8 \| Egestorf-Bakede \| Egestorf-Bakede \| \| \| 9,5 \| Eimbeckhausen \| Eimbeckhausen \| \| \| 12,2 \| Messenkamp \| Messenkamp \| \| \| 14,0 \| Lauenau \| Lauenau \| \| \| 18,3 \| Rodenberg (Deister) \| Rodenberg (Deister) \| \| \| 21,4 \| Bad Nenndorf \| Bad Nenndorf \| \| \| \| von Weetzen \| \| \| \| \| \| \| \| \| 22,4 \| Bad Nenndorf Nord (ehem. Bf, heute Bad Nenndorf) \| Bad Nenndorf Nord (ehem. Bf, heute Bad Nenndorf) \| \| \| \| \| \| \| \| \| nach Haste \| \| |                         |                                                  |                                                  |
| Strecke |                         | von Altenbeken                                   | von Altenbeken                                   |
| Bahnhof | 0,0                     | Bad Münder (Deister)                             | Bad Münder (Deister)                             |
| Abzweig ehemals geradeaus und nach rechts |                         | nach Hannover Hbf                                | nach Hannover Hbf                                |
| Bahnhof (Strecke außer Betrieb) | 2,3                     | Bad Münder Stadt                                 | Bad Münder Stadt                                 |
| Bahnhof (Strecke außer Betrieb) | 4,4                     | Hamelspringe                                     | Hamelspringe                                     |
| Haltepunkt / Haltestelle (Strecke außer Betrieb) | 6,8                     | Egestorf-Bakede                                  | Egestorf-Bakede                                  |
| Bahnhof (Strecke außer Betrieb) | 9,5                     | Eimbeckhausen                                    | Eimbeckhausen                                    |
| Bahnhof (Strecke außer Betrieb) | 12,2                    | Messenkamp                                       | Messenkamp                                       |
| Bahnhof (Strecke außer Betrieb) | 14,0                    | Lauenau                                          | Lauenau                                          |
| Bahnhof (Strecke außer Betrieb) | 18,3                    | Rodenberg (Deister)                              | Rodenberg (Deister)                              |
| Bahnhof (Strecke außer Betrieb) | 21,4                    | Bad Nenndorf                                     | Bad Nenndorf                                     |
| Abzweig ehemals geradeaus und von rechts |                         | von Weetzen                                      | von Weetzen                                      |
| |                         |                                                  |                                                  |
| Haltepunkt / Haltestelle | 22,4                    | Bad Nenndorf Nord (ehem. Bf, heute Bad Nenndorf) | Bad Nenndorf Nord (ehem. Bf, heute Bad Nenndorf) |
| |                         |                                                  |                                                  |
| Strecke |                         | nach Haste                                       | nach Haste                                       |

Die Bahnstrecke Bad Münder–Bad Nenndorf (Süntelbahn) war eine eingleisige Nebenbahn durch das Deister-Süntel-Tal zwischen Bad Münder und Bad Nenndorf in Niedersachsen. Sie zweigte von der Bahnstrecke Hannover–Altenbeken ab und mündete in die Deisterbahn. Ihr Name stammt von dem südwestlich gelegenen Mittelgebirgszug Süntel.

## Geschichte

### Pläne
Bereits 1855 war in Lauenau unter Führung des Freiherrn von Meysenbug ein Komitee zur Förderung der Eisenbahn gegründet worden.
Seit 1873 gab es Bemühungen um eine Verbesserung des Bahnanschlusses. 1885 wurde ein Komitee gegründet. Unter anderem war auch eine Zahnradbahn geplant, die von Messenkamp nach Egestorf (Deister) mit Streckenführung durch das Walterbachtal und über den Nienstedter Pass verlaufen sollte. Auch eine Verbindung zur Rinteln-Stadthagener Eisenbahn durchs Auetal war einmal geplant.

### Betrieb

Lokomotive am Bahnhof Lauenau (1905)

Die Eröffnung der von den Preußischen Staatseisenbahnen gebauten Strecke erfolgte in drei Schritten: Am 14. Oktober 1904 wurde der Abschnitt Groß Nenndorf (jetzt Bad Nenndorf)–Lauenau eröffnet, am 25. März 1905 der Abschnitt Lauenau–Eimbeckhausen und am 19. Juni 1905 war die gesamte Strecke befahrbar.
Mit fünf täglichen Zugpaaren wurde die Strecke in Betrieb genommen, daran hat sich bis zur Einstellung nicht viel geändert: Auch 1968 waren es fünf werktägliche Zugpaare und mittags zwei Züge zwischen Haste und Lauenau. Allerdings fuhren die Personenzüge zwischen Haste und Hameln durch, so dass das Umsteigen in Bad Nenndorf Nord und Bad Münder entfiel.

### Stilllegung
Ab 28. Mai 1968 wurde der Personenverkehr eingestellt.
Die Strecke hatte für den Personenverkehr nur geringe Bedeutung, aber beträchtlichen Güterverkehr. Sie diente auch dem durchgehenden Verkehr von Güterzügen zwischen Seelze und Hameln. Durch die Inbetriebnahme der Empelder Kurve an der Güterumgehungsbahn Hannover 1973 sank die Bedeutung der Verbindung.
Der Güterverkehr wurde etappenweise eingestellt: 1974 Lauenau–Eimbeckhausen, wobei das Stück Lauenau–Messenkamp bis 1. Juli 1983 noch befahrbar blieb, und am 26. Mai 1988 die Abschnitte Bad Nenndorf Nord–Lauenau und Eimbeckhausen–Bad Münder Stadt. Nur zwischen Bad Münder und Bad Münder Stadt wurde noch bis zum 31. Dezember 1995 Güterverkehr angeboten. Bereits 1989 begann der Streckenabbau zwischen Bad Nenndorf und Lauenau. Der Bahnhof Bad Nenndorf Nord ist heute ein Haltepunkt und trägt den Namen Bad Nenndorf.

## Bahnhöfe
Bad Nenndorf Nord
Der Bahnhof hieß bei der Eröffnung noch Groß Nenndorf, seit Oktober 1929 Bad Nenndorf Nord, und heute Bad Nenndorf. Er wurde aufgrund der schon vorhandenen Anlagen der Deisterbahn als Keilbahnhof gebaut. Die Süntelbahn verkehrte auf der ursprünglichen Straßenseite. Dort gab es mindestens zwei Gleise, auf der Deisterbahn mehr, und auch einen überdachten Hausbahnsteig. Das Empfangsgebäude von 1872 wurde 1935/36 abgerissen und dafür ein neues Gebäude quer zwischen beiden Strecken errichtet.
Bad Nenndorf

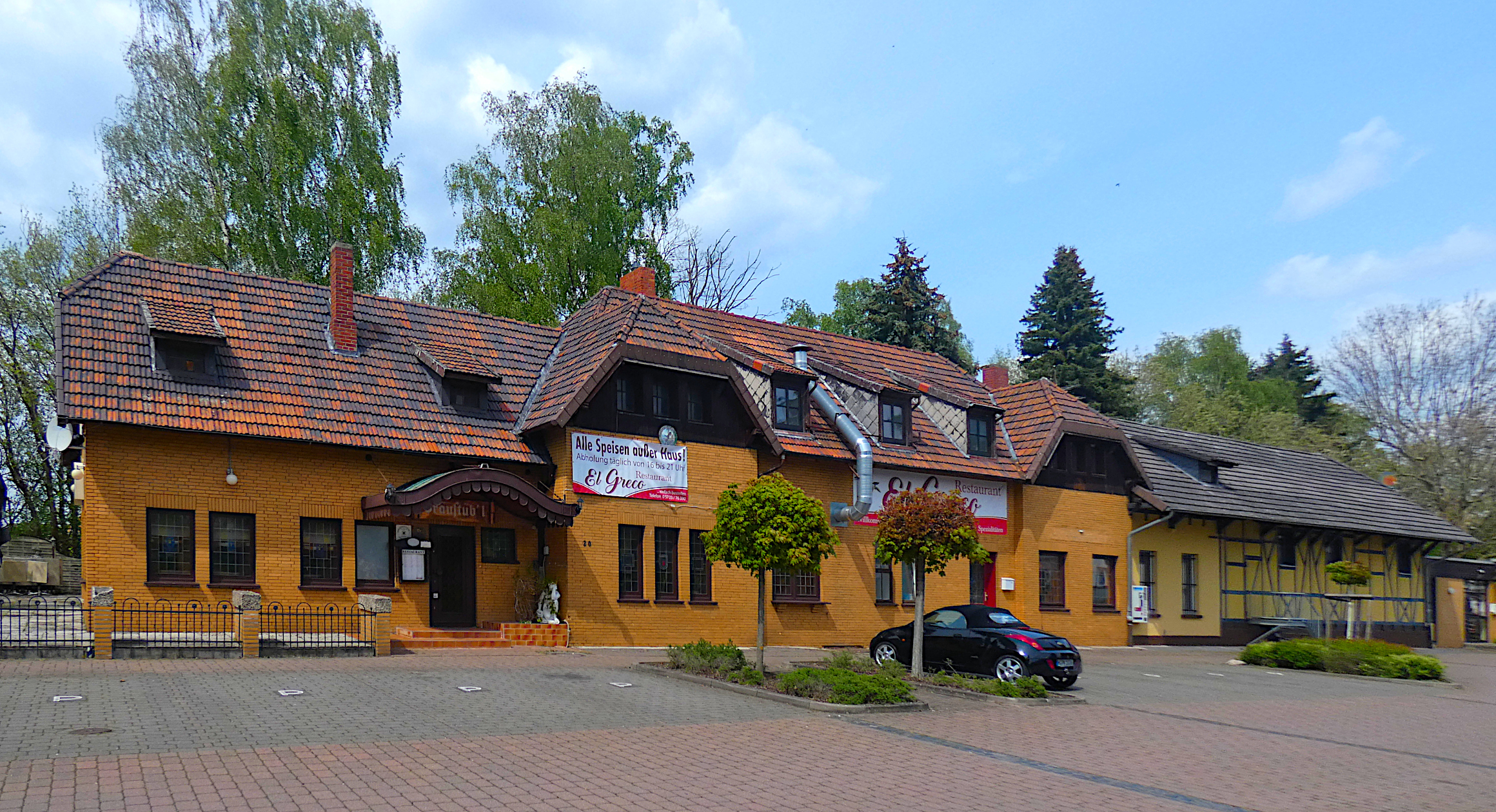
Ehemaliger Bahnhof Bad Nenndorf (2021)

Hier gab es ein Empfangsgebäude mit Güterschuppen, zeitweilig gab es hier auch ein Ladegleis. Die Empfangsgebäude von Bad Nenndorf, Rodenberg, Lauenau und Bad Münder Stadt waren in einem ähnlichen Stil gebaut: Ein massives, eineinhalbgeschossiges Gebäude, auf der einen Seite die Wartesäle und auf der anderen Seite ein Güterschuppen angeschlossen, beides in Fachwerkbauweise.
Rodenberg
Ein Empfangsgebäude und ein Kreuzungsgleis. Die Ladegleise lagen nördlich des Gebäudes.
Lauenau
Auch hier war neben dem Empfangsgebäude ein Kreuzungsgleis vorhanden. Der Bahnhof wurde 2019 abgerissen.
Messenkamp
Hier gab ein kleines Fachwerk-Empfangsgebäude mit Güterschuppen. Es existierte ein Kreuzungsgleis.
Eimbeckhausen
Hier war ein Empfangsgebäude mit Güterschuppen, ursprünglich aus Fachwerk, später ein massiver Bau. Ein Kreuzungsgleis gab es, nördlich außerdem zwei Ladegleise, westlich war ein Anschluss zur landwirtschaftlichen Genossenschaft.
Egestorf-Bakede
Dies war nur ein Haltepunkt mit nur einem Wartehäuschen, später wurde auch ein Güterschuppen gebaut.
Hamelspringe
Ein Empfangsgebäude ist spiegelbildlich baugleich mit Messenkamp. Die Gleisanlagen bestanden aus  einem Durchgangsgleis, einem Überholgleis 475 m lang, zwei Ladegleisen, wovon eins an der Rampe des Güterschuppens am Empfangsgebäude endete. Das zweite Gütergleis lag parallel zur gepflasterten Ladestraße. Ein drittes Ladegleis kreuzte die Ladestraße und endete an einem weiteren Güterschuppen. Mit Einstellung des Personenverkehrs wurde der Bahnhof im Mai 1968 geschlossen und alle Gütergleise und Signale, sowie das Überholgleis bis 1969 abgebaut. Das Durchgangsgleis und die Lichthauptsignale zur Überwachung des Bahnübergangs der K 72 wurden im Zuge des Streckenabbaus bis 1992 abgebaut.
Bad Münder Stadt
Auch hier war ein Empfangsgebäude, es gab ein Kreuzungsgleis und Ladegleise. Hier siedelte sich 1932 eine Glasfabrik an, die heute zur Ardagh Packaging Group gehört.